# Rue de Lagny (Paris)
Pour les articles homonymes, voir Rue de Lagny.
La rue de Lagny est une voie située dans le quartier de Charonne du 20e arrondissement de Paris.

## Situation et accès
La rue de Lagny est accessible par la ligne A du RER et les lignes de métro 1, 2, 6 et 9 à la station Nation, la ligne de métro 1 et les lignes de tramway T3a et T3b à la station Porte de Vincennes.

## Origine du nom
Cette voie a pris le nom de la commune de Lagny à laquelle elle conduit historiquement.

## Historique
Cette voie est ouverte au XVIIe siècle sous le nom de « chemin de la Pissotte », en raison de la présence du ru de Montreuil, puis « chemin de Lagny ».
Elle marque la limite entre les communes de Charonne et Saint-Mandé jusqu'en 1859. À cette date, la commune de Charonne et la partie de Saint-Mandé, incluses dans l'enceinte de Thiers, sont incorporées à Paris (dans le 20e arrondissement créé à cette occasion et dont la limite Sud est fixée sur le cours de Vincennes). La rue est officiellement incorporée à la voirie parisienne en 1863.
En 1932, la rue Lippmann est absorbée ainsi que la partie de la rue qui se prolonge à la limite des communes de Montreuil-sous-bois et Saint-Mandé, dont elle marque la séparation, lors de l'annexion du territoire par la ville de Paris en 1929. S'étendant sur 1 140 mètres, elle devient l'une des plus longues de la capitale. La rue de Lagny se poursuit par ailleurs toujours sous le même nom jusqu'à Vincennes aux travers de ces deux dernières communes.
Une partie de la voie délimitait la ZAC Porte-de-Vincennes.

## Bâtiments remarquables et lieux de mémoire
- La rue démarre au niveau de la barrière du Trône.
- Les arrières du lycée Hélène-Boucher et du lycée Maurice-Ravel.
- L'église Saint-Gabriel.
- Le square Réjane et le square Sarah-Bernhardt.
- L'accès secondaire au Printemps Nation.
- La ligne de Petite Ceinture sous laquelle elle passe.

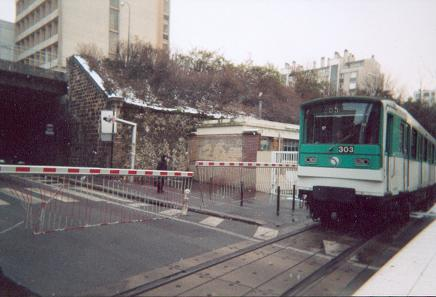
Passage à niveau pour l'accès aux ateliers du métro de Paris.

- La rue présente la particularité unique à Paris d'être traversée par un passage à niveau ponctuellement utilisé par les rames de métro de la ligne 2 du métro de Paris qui doivent se rendre aux ateliers de maintenance de Charonne et qui barre ainsi la circulation de manière occasionnelle. La rue Desnouettes était elle aussi traversée par un passage à niveau reliant les ateliers de Vaugirard (ligne 12 du métro de Paris) à la Petite Ceinture mais, hors service depuis longtemps, il a finalement été détruit en 2011.
- Bibliothèque Assia Djebar.